# Ekstraliga polska w hokeju na lodzie kobiet (2007/2008)
1. sezon Polskiej Ligi Hokeja Kobiet (2007/2008). W rozgrywkach wzięło udział 9 zespołów. Tytułu wywalczonego podczas turnieju MP w Janowie w 2007 roku obroniły zawodniczki GKS-u Atomówki Tychy, których do mistrzostwa poprowadził trener Adam Worwa.

## Drużyny w sezonie 2007/08
| Drużyna                            |
| ---------------------------------- |
| GKS Atomówki Tychy - Mistrz Polski |
| UKH Białe Jastrzębie               |
| TMH Polonia Bytom                  |
| MUKS Naprzód Janów                 |
| GKS Stoczniowiec Gdańsk            |
| KTH MOSiR Krynica-Zdrój            |
| KS Cracovia                        |
| UKHK Unia Oświęcim                 |
| MKS Jaskółki Toruń                 |

## Terminarz
I RUNDA
03.11.2007 (sobota): 
- UKHK Unia Oświęcim - UKH Białe Jastrzębie 1:5
- MKS Jaskółki Toruń - GKS Tychy 1:11

10.11.2007 (sobota): 
- KM KTH Krynica - MKS Cracovia 2:1
- UKHK Unia Oświęcim - GKS Stoczniowiec Gdańsk 0:6
- UKH Białe Jastrzębie - MKS Jaskółki Toruń 11:0

11.11.2007 (niedziela): 
- GKS Tychy - MUKS Naprzód Janów 5:2
- UKHK Unia Oświęcim - MKS Jaskółki Toruń 9:1
- UKH Białe Jastrzębie - GKS Stoczniowiec Gdańsk 13:4

16.11.2007 (piątek): 
- GKS Tychy - KM KTH Krynica 11:0

24.11.2007 (sobota): 
- MUKS Naprzód Janów - UKHK Unia Oświęcim 4:4
- MKS Cracovia - UKH Białe Jastrzębie 2:16
- GKS Stoczniowiec Gdańsk - GKS Tychy 1:2
- MKS Jaskółki Toruń - TMH Polonia Bytom 1:13

25.11.2007 (niedziela): 
- GKS Stoczniowiec Gdańsk - TMH Polonia Bytom 5:3

01.12.2007 (sobota): 
- KM KTH Krynica - MUKS Naprzód Janów 2:6

08.12.2007 (sobota): 
- GKS Tychy - MKS Cracovia 7:1

15.12.2007 (sobota): 
- UKH Białe Jastrzębie - MUKS Naprzód Janów 4:1
- TMH Polonia Bytom - UKHK Unia Oświęcim 8:4
- KM KTH Krynica - GKS Stoczniowiec Gdańsk 0:6
- MKS Cracovia - MKS Jaskółki Toruń 4:5

16.12.2007 (niedziela): 
- MKS Cracovia - GKS Stoczniowiec Gdańsk 3:10
- KM KTH Krynica - MKS Jaskółki Toruń 3:1

22.12.2007 (sobota): 
- MUKS Naprzód Janów - TMH Polonia Bytom 3:9
- UKH Białe Jastrzębie - GKS Tychy 3:3

05.01.2008 (sobota): 
- TMH Polonia Bytom - UKH Białe Jastrzębie 5:8
- MKS Jaskółki Toruń - MUKS Naprzód Janów 1:4

06.01.2008 (niedziela): 
- UKHK Unia Oświęcim - KM KTH Krynica 7:0
- GKS Stoczniowiec Gdańsk - MUKS Naprzód Janów 2:4

12.01.2008 (sobota): 
- UKH Białe Jastrzębie - KM KTH Krynica 10:0
- TMH Polonia Bytom - GKS Tychy 3:9
- MKS Cracovia - UKHK Unia Oświęcim 2:7

19.01.2008 (sobota): 
- MUKS Naprzód Janów - MKS Cracovia 4:0
- KM KTH Krynica - TMH Polonia Bytom 3:12
- GKS Stoczniowiec Gdańsk - MKS Jaskółki Toruń 13:0

II RUNDA
26.01.2008 (sobota): 
- MUKS Naprzód Janów - GKS Tychy 2:6
- MKS Cracovia - KM KTH Krynica 0:5 (walkower)
- GKS Stoczniowiec Gdańsk - UKHK Unia Oświęcim 5:2
- MKS Jaskółki Toruń - UKH Białe Jastrzębie 2:6

27.01.2008 (niedziela): 
- MKS Jaskółki Toruń - UKHK Unia Oświęcim 2:5
- GKS Stoczniowiec Gdańsk - UKH Białe Jastrzębie 1:1

02.02.2008 (sobota): 
- MKS Cracovia - TMH Polonia Bytom 2:12
- UKHK Unia Oświęcim - MUKS Naprzód Janów 0:3

09.02.2008 (sobota): 
- UKH Białe Jastrzębie - MKS Cracovia 11:3
- GKS Tychy - GKS Stoczniowiec Gdańsk 4:4
- TMH Polonia Bytom - MKS Jaskółki Toruń 14:2
- MUKS Naprzód Janów - KM KTH Krynica 2:3

10.02.2008 (niedziela): 
- TMH Polonia Bytom - GKS Stoczniowiec Gdańsk 11:5
- GKS Tychy - MKS Jaskółki Toruń 17:0

16.02.2008 (sobota): 
- UKH Białe Jastrzębie - UKHK Unia Oświęcim 6:1

23.02.2008 (sobota): 
- MUKS Naprzód Janów - UKH Białe Jastrzębie 1:6
- UKHK Unia Oświęcim - TMH Polonia Bytom 1:4
- GKS Stoczniowiec Gdańsk - MKS Cracovia 7:2
- MKS Jaskółki Toruń - KM KTH Krynica 1:1

24.02.2008 (niedziela): 
- GKS Stoczniowiec Gdańsk - KM KTH Krynica 2:2
- MKS Jaskółki Toruń - MKS Cracovia 2:1
- GKS Tychy - UKHK Unia Oświęcim 3:0

01.03.2008 (sobota): 
- TMH Polonia Bytom - MUKS Naprzód Janów 5:4
- GKS Tychy - UKH Białe Jastrzębie 3:1

02.03.2008 (niedziela): 
- TMH Polonia Bytom - MKS Cracovia 15:2

08.03.2008 (sobota): 
- KM KTH Krynica - UKHK Unia Oświęcim 2:4
- UKH Białe Jastrzębie - TMH Polonia Bytom 4:4
- MKS Cracovia - GKS Tychy 0:8
- MUKS Naprzód Janów - MKS Jaskółki Toruń 7:1

09.03.2008 (niedziela): 
- MUKS Naprzód Janów - GKS Stoczniowiec Gdańsk 1:2

15.03.2008 (sobota): 
- KM KTH Krynica - UKH Białe Jastrzębie 2:3
- GKS Tychy - TMH Polonia Bytom 10:6
- MKS Jaskółki Toruń - GKS Stoczniowiec Gdańsk 0:11

19.03.2008 (środa): 
- UKHK Unia Oświęcim - MKS Cracovia 3:0

21.03.2008 (piątek): 
- KM KTH Krynica - GKS Tychy 1:8

29.03.2008 (sobota): 
- MKS Cracovia - MUKS Naprzód Janów 3:6
- TMH Polonia Bytom - KM KTH Krynica 9:2
- UKHK Unia Oświęcim - GKS Tychy 2:4

## Tabela
| Lp. | Zespół                  | M  | Pkt | W  | R | P  | G + | G - |
| --- | ----------------------- | -- | --- | -- | - | -- | --- | --- |
| 1   | GKS Atomówki Tychy      | 16 | 30  | 14 | 2 | 0  | 111 | 27  |
| 2   | UKH Białe Jastrzębie    | 16 | 27  | 12 | 3 | 1  | 108 | 33  |
| 3   | TMH Polonia Bytom       | 16 | 23  | 11 | 1 | 4  | 133 | 65  |
| 4   | GKS Stoczniowiec Gdańsk | 16 | 21  | 9  | 3 | 4  | 84  | 48  |
| 5   | MUKS Naprzód Janów      | 16 | 15  | 7  | 1 | 8  | 54  | 53  |
| 6   | UKHK Unia Oświęcim      | 16 | 13  | 6  | 1 | 9  | 50  | 58  |
| 7   | KM KTH Krynica          | 16 | 10  | 4  | 2 | 10 | 31  | 86  |
| 8   | MKS Jaskółki Toruń      | 16 | 5   | 2  | 1 | 13 | 20  | 130 |
| 9   | KS Cracovia             | 16 | 0   | 0  | 0 | 16 | 28  | 123 |

L = lokata, M = liczba rozegranych spotkań, Pkt = Liczba zdobytych punktów, W = Wygrane, R = Remisy, P = Porażki, G+ = Gole strzelone, G- = Gole stracone